# Maksim Gussev
Maksim Gussev, né le 20 juillet 1994 à Narva en Estonie, est un footballeur international estonien, qui évolue au poste de milieu offensif.

## Biographie

### Carrière de joueur
Maksim Gussev dispute deux matchs en Ligue Europa, pour un but inscrit.

### Carrière internationale
Maksim Gussev compte quatre sélections et un but avec l'équipe d'Estonie depuis 2015. 
Il est convoqué pour la première fois par le sélectionneur national Magnus Pehrsson pour un match amical contre la Finlande le 9 juin 2015 (victoire 2-0). Par la suite, le 11 novembre 2015, il inscrit son premier but en sélection contre la Géorgie, lors d'un match amical (victoire 3-0).

## Palmarès
- Avec le Flora Tallinn
  - Champion d'Estonie en 2015 et 2017
  - Vainqueur de la Coupe d'Estonie en 2013 et 2016
  - Vainqueur de la Supercoupe d'Estonie en 2014